# Oxytropis urumovii
Oxytropis urumovii ist eine Pflanzenart aus der Gattung der Spitzkiele (Oxytropis) in der Unterfamilie der Schmetterlingsblütler (Faboideae) innerhalb der Familie der Hülsenfrüchtler (Fabaceae). Dieser sehr seltene, Endemit tritt sporadisch in alpinen Habitaten auf Kalkstein im nördlichen Pirin-Gebirge auf.

## Beschreibung und Systematik

### Unterscheidungsmerkmale zu ähnlichen Arten und botanische Geschichte
Oxytropis urumovii wurde wohl aufgrund ihrer geringen Größe zuerst mit Oxytropis prenja verwechselt. 1922 erkannte Sándor Jávorka die Eigenständigkeit der eigentlich unverwechselbaren Art. Er beschrieb sie in Magyar Botanikai Lapok Budapest Band 19 (Jahrgang 1920) Seite 34 als Oxytropis urumovii. Das Epitheton ehrt den bulgarischen Botaniker Iwan Urumow (1857–1937). Jedoch 1927 betrachtete August von Hayek in Prodromus Florae peninsulae Balcanicae, Band 1, S. 790–791 Oxytropis urumovii als identisch mit dem Oxytropis dinarica. Gemeinsam ist den beiden Arten Oxytropis urumovii und Oxytropis dinarica, dass beide dicht behaart und gelbblühend sind, jedoch ist erstere durch die fast doppelt gekammerte Hülsenfrucht, längere Kelchzipfel, stärkere Behaarung und kleineren Habitus von allen balkanischen Oxytropis-Arten sehr gut unterscheidbar. Noch 1966 folgten Peter Leins und Hermann Merxmüller der Hayekschen Ansicht und schlossen in Oxytropis urumovii den Oxytropis dinarica mit ein. Dieser verbreiteten Auffassung Leins & Merxmüllers widersprachen 1983 Chrtek & Chrtková, die beide Taxa wiederherstellten.
Oxytropis urumovii ist eine diploide Art. Der hexaploide Oxytropis campestris ist daher womöglich aus balkanischen Vorfahren entstanden zu dem die beiden diploiden Oxytropis dinarica und Oxytropis urumovii sowie eine tetraploide Art gehören können.

### Vegetative Merkmale
Oxytropis urumovii wächst als stängellose, ausdauernde krautige Pflanze und erreicht Wuchshöhen von 5 bis 10 Zentimetern. Das Wurzelsystem ist kräftig entwickelt und zeigt eine tiefe Pfahlwurzel, die sich kräftig verzweigt. Die oberirdischen Pflanzenteile sind filzig behaart mit 2 bis 3 Millimeter langen weißlichen Haaren (Indument). Die zahlreichen Laubblätter stehen in einer grundständigen Blattrosette zusammen. Die Laubblätter sind in Blattstiel und Blattspreite gegliedert. Die gefiederte Blattspreite enthält zumeist acht bis zwölf Paare von Fiederblättchen. Die frei stehenden lanzettlichen Nebenblätter sind zwei- bis dreimal so lang wie die untersten Fiederblättchen und nur kurz mit dem Laubblattstiel verbunden.

### Generative Merkmale
Die Blütezeit reicht von Juli bis September. Die Blüten stehen gedrängt in eiförmigen, köpfchenartigen, traubigen, Blütenständen.
Die aufrechten, zwittrigen Blüten sind bei einer Länge von 14 bis 15 Millimetern zygomorph und fünfzählig mit doppelter Blütenhülle. Die fünf Kelchblätter sind kurz röhrig-glockig verwachsen, mit langen weißlichen oder gelblichen, wie angedrückten und deutlich kürzeren schwarzen Haaren bedeckt. Die fünf Kronblätter stehen in der typischen Form der Schmetterlingsblüte zusammen. Die 14 bis 15 Millimeter lange Krone ist leuchtend gelb und färbt an der Spitze nach der Anthese rötlich.
Die aufrechte, sitzende halb-gekammerte bis fast doppelt gekammerte, aufgeblasene Hülsenfrucht ist länglich-eiförmig und verschmälert sich zur Spitze hin in eine zunehmend spitzer werdenden langen Schnabel. Die Hülsenfrucht ist mit langen wolligen hellen und kurzen schwarzen Härchen besetzt. Die kastanienbraunen Samen sind nierenförmig und abgeflacht.
Die Chromosomenzahl beträgt 2n = 16.

## Ökologie
Bei Oxytropis urumovii handelt es sich um einen Hemikryptophyt, der als stängellose kompakte Rosettenpflanze wächst. Er ist ein thermophiler Xerophyt.

## Vorkommen und Synsoziologie

### Verbreitung

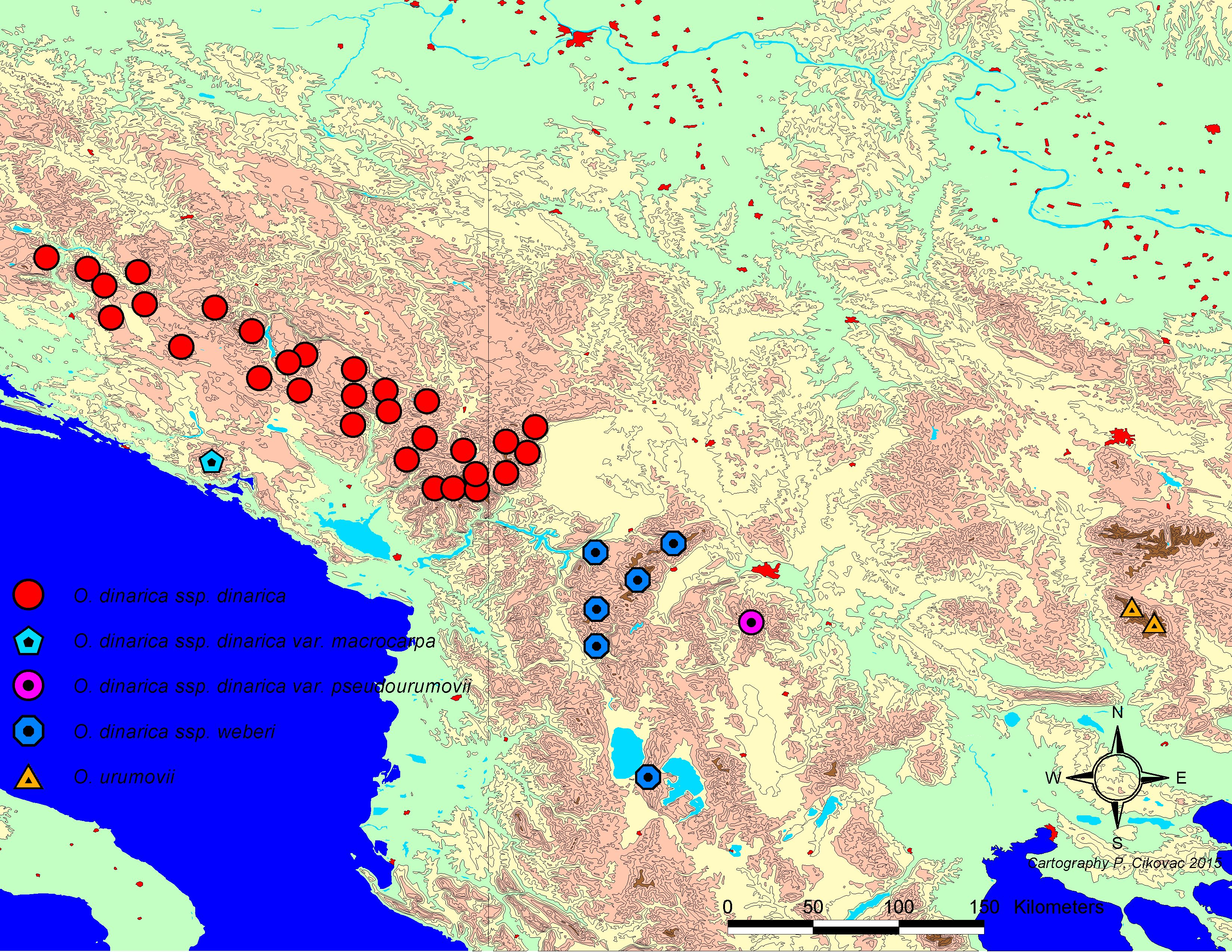
Verbreitung von Oxytropis urumovii und der Unterarten von Oxytropis dinarica subsp. dinarica (mit den Varietäten weberi und macrocarpa) sowie Oxytropis dinarica subsp. weberi

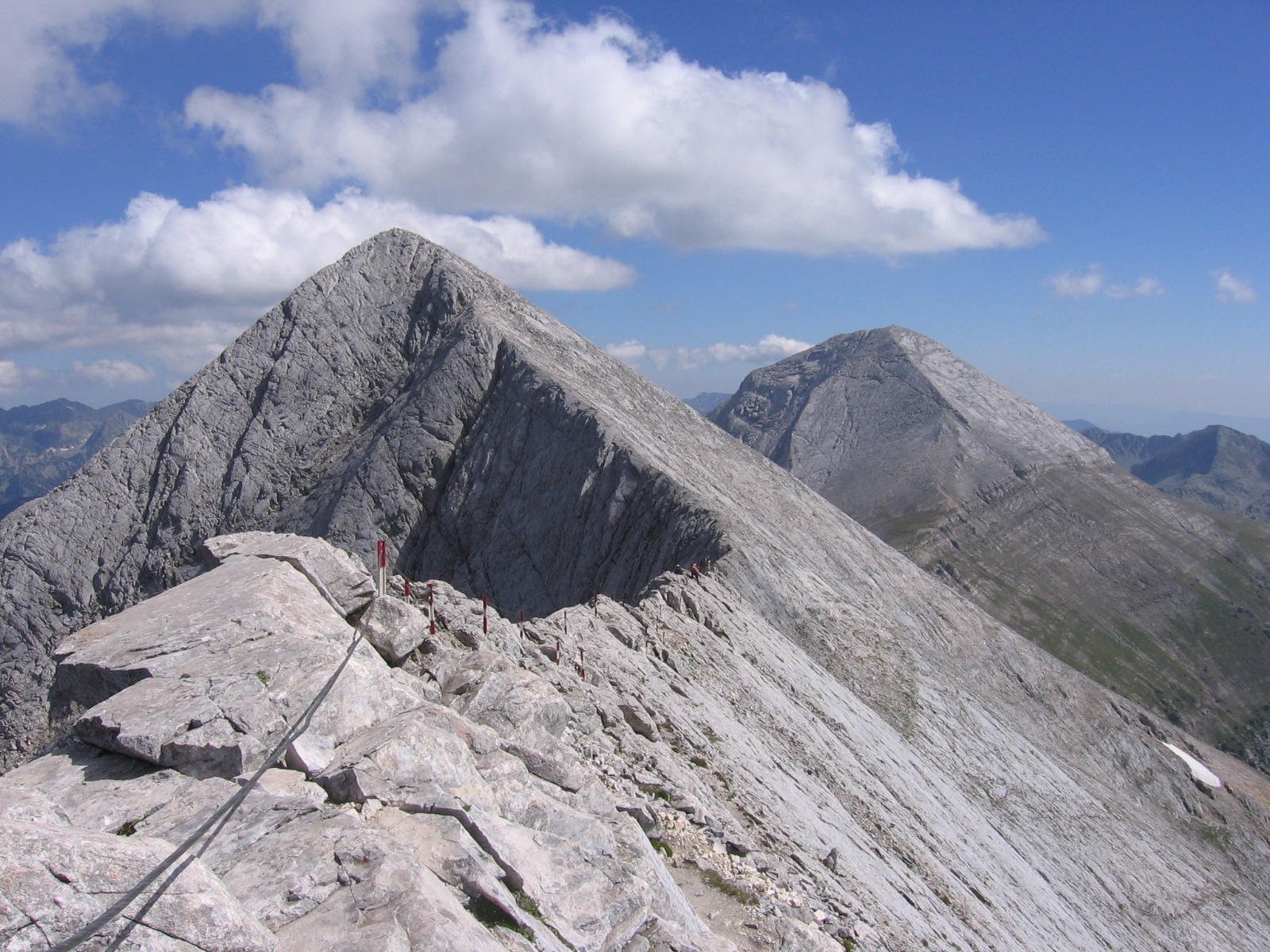
Das Habitat von Oxytropis urumovii umfasst Kutelo (2908 Meter, vorne links) und Vihren (2913 Meter, hinten rechts) als die beiden Hauptgipfel des Gebirges. Im Vordergrund der Kontscheto Grat. Auf diesen aus metamorphen Sedimentgesteinen aufgebauten Gebirgsteil hat sich Oxytropis urumovii spezialisiert.

Oxytropis urumovii ist nur im nördlichen Pirin auf dem Hauptkamm des Gebirges verbreitet, der aus metamorphen Sedimentgesteinen (kristalliner Kalkstein und Marmor) aufgebaut ist. Bekannte Fundstellen sind der Vihren (sowohl im Gipfelbereich wie in den nordseitig gelegenen glazialen Groß-Karen des Vihren in der Kazanita mit dem Mali- und Golemyi Kazan), auf dem Kutelo sowie Banski Suchodol, Kamenitsa und Razloschki Suchodol.

### Standortbedingungen
Oxytropis urumovii besiedelt nur Rendzinen auf Kalkunterlage, die sich auf einige Bereiche des nördlichen Pirins beschränken. Sie gedeiht in Höhenlagen bis über 2500 Meter und kommt in krautreichen Gesellschaften von Festuca pirinica vor. Sie kommt an trockenen Windecken im Gipfel- und Kammbereich des Pirins vor.

### Synsoziologie
Allgemein wird Oxytropis urumovii in offenen alpinen Kalkmagerrasen angetroffen, in denen die Gräser Sesleria korabensis, Carex rupestris, Carex kitaibeliana und Sesleria coerulans unterschiedlich stark dominieren. Hierin ist Oxytropis urumovii Bestandteil von Schnegesellschaften der Ordnung Gentiano-Plantaginetum atratae die in glazialen Karen des Pirins auftritt. Folgende weitere begleitete Arten sind typisch: Arenaria biflora, Dianthus microlepis, Draba scardica, Galium demissum subsp. stojanovii, Gentiana verna, Gnaphalium supinum (= Omalotheca supina), Plantago atrata, Potentilla crantzii, Potentilla ternata, Ranunculus carinthiacus, Sedum atratum sowie weniger häufig Alopecurus gerardii, Carex kitaibeliana, Poa pirinica und Sesleria coerulans.
In Alpinen Kalkmagerrasen der Windecken im Gipfel- und Kammbereich des Pirin im Verband Oxytropido–Elynion finden sich neben Oxytropis urumovii zahlreich weitere endemische Arten des Pirin: Carex curvula, Poa media, Festuca airoides sind selten, häufiger sind Antennaria dioica, Anthyllis vulneraria, Carex kitaibeliana, Erigeron alpinus, Galium anisophyllon, Hieracium alpicola, Jasione laevis subsp. orbiculata, Juniperus sibirica, Minuartia verna, Primula minima, Sesleria coerulans, Trifolium repens subsp. orbelicum, Vaccinium uliginosum sowie den in Bulgarien selten vorkommenden Androsace villosa, Campanula cochlearifolia, Centaurea achtarovii, Festuca pirinica, Rhodax alpestris, Thymus perinicus.

## Trivialnamen in anderen Sprachen
bulg. Урумов окситропис